# Exchange ActiveSync
Microsoft Exchange ActiveSync (широко використовується абревіатура EAS) — протокол синхронізації електронної пошти, контактів, календаря, завдань та заміток з сервера повідомлень на смартфони та інші мобільні пристрої. Протокол також забезпечує управління мобільними пристроями та правила контролю. Протокол заснований на XML, сервер Exchange ActiveSync і мобільні пристрої спілкуються через HTTP або HTTPS. Спочатку називався AirSync і мав підтримку тільки Microsoft Exchange Server та пристроїв Microsoft Pocket PC, з часом протокол де-факто став стандартом для синхронізації колективної роботи та мобільних пристроїв.
Microsoft ліцензує технологію, так що підтримка Exchange ActiveSync нині втілена у численних конкуруючих платформах спільної роботи, включаючи GroupWise з програмним забезпеченням Novell Data Synchronizer Mobility Pack та Lotus Notes з IBM Notes Traveler. Google спочатку пропонував підтримку протоколу для персональних облікових записів Gmail і безплатного Google Apps, але згодом вилучив таку підтримку, крім платних передплатників Google Apps for Business у 2013 Крім встановлених серверів Exchange, різні персональні і бізнесові служби Microsoft також застосовують Exchange ActiveSync, наприклад Outlook.com та Office 365.
Крім підтримки на Windows Phone, підтримка клієнтів Exchange ActiveSync включена на смартфонах BlackBerry 10 та планшетах BlackBerry PlayBook, на iPhone та iPad, і на багатьох Android-смартфонах і планшетах. Вбудований клієнт електронної пошти на настільних системах Windows 8, Mail app, також підтримує протокол.

## Ліцензування
Від початку 2000-х Exchange ActiveSync (EAS) став доступним для ліцензування виробникам мобільних телефонів, спочатку ліцензувався лише клієнтський протокол. Першим придбала ліцензію Motorola, версію EAS 2.1. З часом з'явилися різні інші організації ліцензували EAS, і Microsoft зрештою почав давати ліцензію на серверну частину EAS у 2007. Ліцензування протоколу продовжувалося до 2008.
У грудні 2008 Microsoft переглянув свою політику ліцензування, і став замість ліцензії на протокол Exchange ActiveSync надавати  ліцензії на патенти Exchange ActiveSync та забезпечив повну документацію на протокол.
Google використовує власну реалізацію Exchange ActiveSync для своїх передплатників Google Apps for Business. IBM і Novell також реалізували технологію, що забезпечило їхнім серверам колективної роботи (Lotus Domino та Novell GroupWise) підтримку смартфонів та інших пристроїв через IBM Notes Traveler та Novell Data Synchronizer Mobility Pack, відповідно.
У проекті Tine, в рамках якого розвивається вільна веборієнтована система для організації групової роботи з елементами CRM (Customer Relationship Management) і ERP (Enterprise Resource Planning), створена реалізація ActiveSync. Але вона неможлива для поширення в США, де діє патентна система на програмне забезпечення. Розробники проекту обговорюють з представниками Microsoft можливі шляхи надання підтримки ActiveSync у вільному продукті, але поки безрезультатно. Варіант покупки ліцензії на використання патентів і її перепродажу для зацікавлених у використанні ActiveSync користувачів Tine із США також поки не вдалося реалізувати через труднощі узгодження з Microsoft нетипових рішень.

## Виноски
1. ↑  Notify Technology Unveils On-Demand Mobile Device Management [Архівовано 3 жовтня 2013 у Wayback Machine.] (англ.)
2. ↑  Google Extends Exchange ActiveSync Support for Gmail [Архівовано 1 липня 2013 у Wayback Machine.] (англ.)
3. ↑  Apple adds Exchange support to iPhone, unveils SDK[недоступне посилання] (англ.)
4. ↑  Android support for Microsoft Exchange in pure Google devices [Архівовано 20 жовтня 2013 у Wayback Machine.] (англ.)
5. ↑  Mail app for Windows: FAQs [Архівовано 1 вересня 2013 у Wayback Machine.] (англ.)
6. ↑  Microsoft and Xandros Expand Collaboration. Архів оригіналу за 25 грудень 2011. Процитовано 7 липня 2010.
7. ↑  Microsoft Expands Exchange ActiveSync Licensing Program. Архів оригіналу за 3 березня 2012. Процитовано 7 липня 2010.
8. ↑  Exchange ActiveSync protocol documentation. MSDN. Архів оригіналу за 27 січня 2013. Процитовано 19 листопада 2012.
9. ↑  Разработчики свободной реализации ActiveSync столкнулись с нарушением патентов Microsoft [Архівовано 2 вересня 2013 у Wayback Machine.] // opennet.ru 29.08.2013